# بيتر فيشر (مؤرخ)
بيتر فيشر هو مؤرخ وتاجر كندي، ولد في 9 يونيو 1782، وتوفي في 15 أغسطس 1848.